# Лагунні розсипи
Лагу́нні ро́зсипи (рос. лагунные россыпи, англ. lagoonal placers; нім. lagunäre Seifen f pl) — лагунні відклади, що формуються в результаті виносу в лагуни мінералів, іноді бурштину. Спокійні гідродинамічні умови лагун не сприяють збагаченню наносів важкими мінералами (ільменіт, рутил, циркон, магнетит, титаномагнетит, монацит, силіманіт, ґранат), тому їх підвищені концентрації в лагунах виникають на ділянках їх сполучення з дельтами, поблизу пляжних та еолових розсипів і багатих корінних джерел живлення на схилах. 
Промислові поклади важких мінералів в лагунних розсипах надзвичайно рідкісні.